# Aysun Ertan
Aysun Ertan (* 1. September 1966 in Frankfurt am Main) ist Buchautorin, Journalistin, Werbetexterin, IHK-geprüfte und vom Landgericht Frankfurt am Main ermächtigte Übersetzerin für die türkische Sprache, Marketingspezialistin mit Schwerpunkt interkulturelles Marketing sowie  Psychologische Beraterin.

## Leben
Aysun Ertan begann 1983 ihre journalistische Laufbahn mit einem Volontariat in einem internationalen Verlag in Frankfurt am Main. Nach ihrer Ausbildung zur Journalistin arbeitete sie bis 2000 als festangestellte Redakteurin. Während dieser Zeit gewann sie zwei journalistische Auszeichnungen für Sport und Politik.
Seit dem Jahr 2000 arbeitet Aysun Ertan als freiberufliche Journalistin, Übersetzerin und Dolmetscherin sowie Werbetexterin für Verlage und Agenturen. Nach „Hoffnungslauf“ und „Rückrufaktion“ erschien 2020 ihr dritter Roman auf Deutsch mit dem Titel „Der Flügelmacher“. Neben ihren hauptberuflichen Tätigkeiten ist Aysun Ertan ehrenamtlich als Psychologische Beraterin im Themenbereich häusliche Gewalt und Konfliktmanagement tätig.
Ertan ist Inhaberin einer Kommunikationsagentur und hat sich auf Marketingmaßnahmen mit Schwerpunkt Text und Konzept spezialisiert. 
Aysun Ertan lebt in der Nähe von Frankfurt am Main, ist Mutter eines Sohnes und Greenpeace-Mitglied.

## Werke
- „O gece senden sonra kar yagdi odama“, 2000. (Gedichte)
- „Solugun dövme gibi tenime isli“, 2001. (Gedichte)
- „Gecerken ugradim deme yar“, 2007 + 2010. (Gedichte)
- „Insandan Insana“, 2010. (Übersetzung)
- „Lingo & Gringo“, 2010. (Übersetzung)
- „Hoffnungslauf“, 2011. (Roman)
- „Rückrufaktion“, 2019. (Roman)
- „Der Flügelmacher“, 2020. (Roman)